# Shingeki no Kyojin: Before the Fall
Attack on Titan: Before the fall (進撃の巨人 BEFORE THE FALL?) es una novela japonesa escrita por Ryō Suzukaze. El libro es un spin-off canon de la serie de manga Attack on Titan de Hajime Isayama.

## Argumento
Se desarrolla 70 años antes de los eventos de la obra de Isayama, y se divide en dos partes: la primera se enfoca en Angel Aaltonen, el desarrollador del Equipo de maniobra vertical; la segunda parte sigue la vida de Kyklo, un niño que fue encontrado cuando era un bebé en un montón de vómitos de Titán, habiendo nacido de una de las víctimas de Titán después de que fuera devorado. Lo etiquetan como el "hijo de Titán" y lo encarcelan durante muchos de sus años más jóvenes, antes de ser liberado por la hija de su dueño, Sharle, y eventualmente se uniría a la Legión de Reconocimiento.

## Contenido de la obra

### Novela
La novela es obra de Ryō Suzukaze, con ilustraciones de THORES Shibamoto, y es una precuela de Shingeki no Kyojin de Hajime Isayama.
La novela fue publicada en España por Norma Editorial.

### Manga
Una adaptación al manga, escrito por Suzukaze e ilustrado por Satoshi Shiki, comenzó a publicarse en la revista Monthly Shōnen Sirius de Kodansha el 26 de agosto de 2013. La serie recibió un capítulo especial en la edición de mayo de la revista el 25 de marzo de 2014. En junio de 2018 se anunció que el manga había entrado en su arco final. Finalmente el 26 de marzo de 2019 se publicó el último capítulo de la serie, que fue compilada en un total de 17 volúmenes.
El manga ha sido publicado en español en diversos países: en España por Norma Editorial, en México por Panini Cómics y en Argentina por OVNI Press.